# Macrino Suárez
Macrino Suárez Méndez (Luarca, 31 de mayo de 1936 - Oviedo, 15 de mayo de 2012) fue un economista y político español, ministro del último gobierno de la Segunda República Española en el exilio. Fue el ministro de Economía del gobierno de José Maldonado.

## Biografía
Nació en Luarca semanas antes de estallar la guerra civil española. Su padre combatió de parte del bando sublevado. Estudió el bachiller en el instituto fundado por Luis Ochoa, hermano de Severo Ochoa, de su pueblo natal y en 1952 comenzó la carrera de Económicas en Madrid, la cual no concluyó porque fue procesado por injurias al Jefe de Estado debido a que, en la pensión en la que vivía, le fueron requisadas unas octavillas con la imagen de Francisco Franco vestido de gitana con la leyenda La bien pagá y del presidente estadounidense Dwight D. Eisenhower vestido de torero. Estuvo quince días incomunicado y cuatro meses prisionero en la cárcel de Carabanchel. Hizo su 5.º curso de carrera y gracias a unas gestiones de su padre, huyó a Francia. 
Durante su exilio, trabajó en una imprenta, terminó su carrera y luego se doctoró en la Universidad de París. Trabajó como investigador del Centre National de la Recherche Scientifique y realizó viajes como miembro de las delegaciones del Gobierno francés para el desarrollo económico de México, Perú, Argelia y Burundi. 
En 1971 fue nombrado ministro de Economía y Hacienda del Gobierno en el exilio de la Segunda República Española, cargo que ostentó hasta 1977, cuando José Maldonado disolvió el gobierno debido a las elecciones generales de España de ese mismo año.
También fue secretario general del Consejo Federal Español del Movimiento Europeo que formó parte del "IV Congreso del Movimiento Europeo" celebrado en Múnich y dicho congreso fue peyorativamente tildado por la dictadura franquista como el Contubernio de Múnich. Fue, además, secretario general del partido Acción Republicana Democrática Española.
En 2002 se jubiló y en 2005 se trasladó a vivir a Asturias. Llegó a presidir la Asociación José Maldonado y el Ateneo Republicano de Asturias. Murió en 2012 a causa de un infarto.